# Flughafen Kirkwall

i7
i11
i13
Der Flughafen Kirkwall (englisch Kirkwall Airport, schottisch-gälisch Port-adhair Bhaile na h-Eaglais, IATA-Code: KOI, ICAO-Code: EGPA) ist ein Flughafen bei Kirkwall auf den Orkney Islands, Schottland.

## Zwischenfälle
- Am 25. Oktober 1979 schlug eine Vickers Viscount 735 der britischen Guernsey Airlines (G-BFYZ) bei der Landung auf dem Flughafen Kirkwall mit dem rechten äußeren Propeller auf der Landebahn auf. Bei schlechtem Wetter und böigem Seitenwind geriet die Maschine nach rechts von der Landebahn ab, das Bugfahrwerk brach zusammen und das Flugzeug wurde irreparabel beschädigt. Alle 51 Insassen, die vier Besatzungsmitglieder und 47 Passagiere, überlebten.[4][5]

## Einzelnachweise

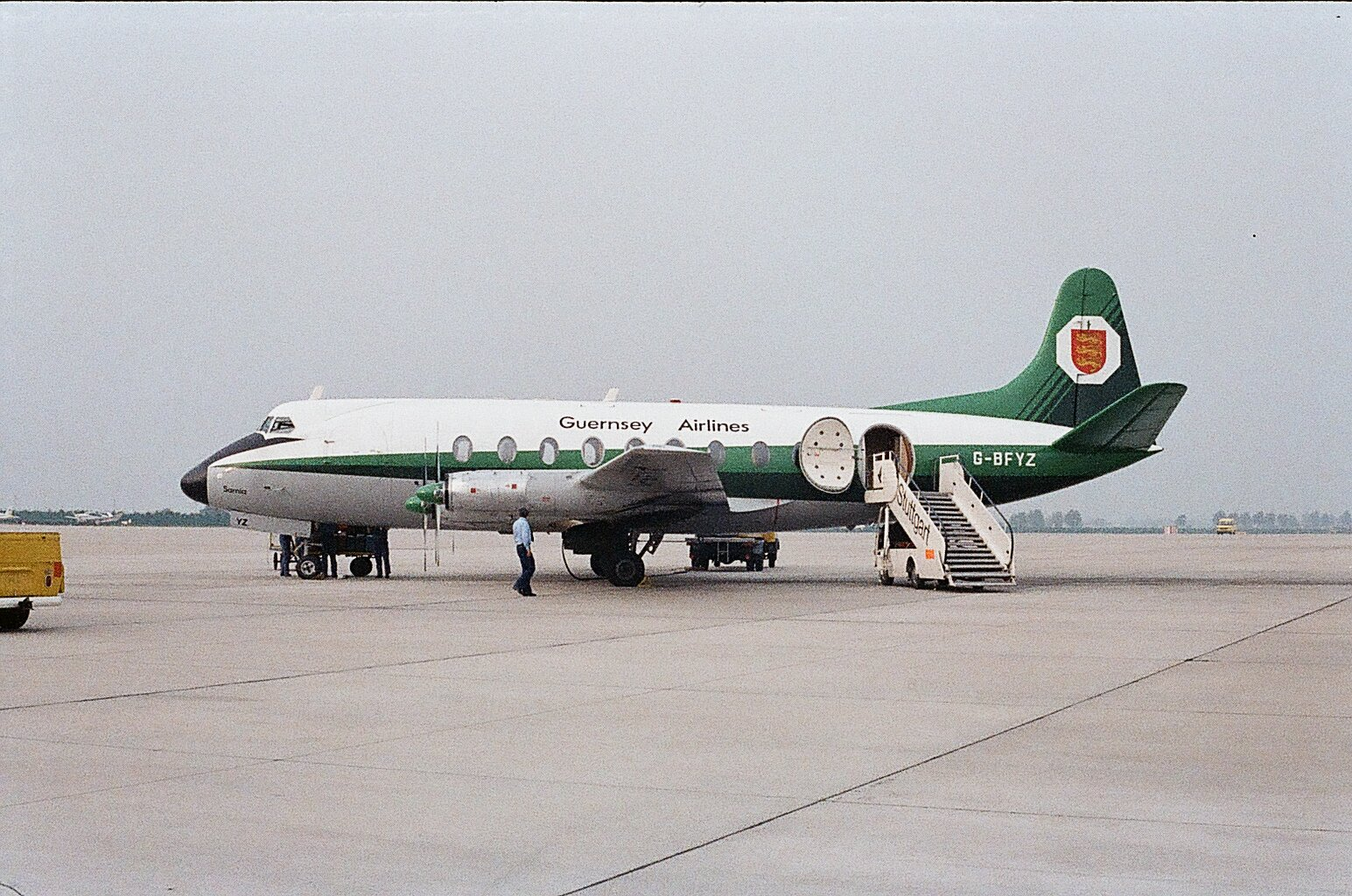
Die am 25. Oktober 1979 in Kirkwall verunglückte Viscount G-BGYZ der Guernsey Airlines, Stuttgart, im Mai 1979